# Boechera patens
Boechera patens là một loài thực vật có hoa trong họ Cải. Loài này được (Sull.) Al-Shehbaz mô tả khoa học đầu tiên năm 2003.